# Symplocos minima
Symplocos minima är en tvåhjärtbladig växtart som beskrevs av Aranha. Symplocos minima ingår i släktet Symplocos och familjen Symplocaceae. Inga underarter finns listade i Catalogue of Life.